# رووب كانور
رووب كانور هي امرأة هندية تعد اخر امرأة يتم حرقها حية في الهند وذلك تبعا للطقوس الهندوسية التى كانت تنص حرق الارامل.

## المحكمة
بعد حرق رووب كانور تمت محاكمة 32 شخصًا ولكن تمت تبرئة الجميع